# Naglis Puteikis
Naglis Puteikis (ur. 2 września 1964 w Wilnie) – litewski polityk, historyk, urzędnik państwowy, poseł na Sejm Republiki Litewskiej.

## Życiorys
W 1982 zdał egzamin maturalny i podjął studia na Wydziale Historii Uniwersytetu Wileńskiego. W ich trakcie został wcielony do Armii Czerwonej i wysłany do Afganistanu. Po powrocie na Litwę kontynuował naukę do 1989. Od 1988 pracował w inspektoracie ochrony zabytków administracji miejskiej w Wilnie. Od 1990 do 1995 był zatrudniony w nowo utworzonym inspektoracie ochrony dziedzictwa kulturowego. Następnie do 1996 zajmował się koordynacją projektów w Stowarzyszeniu Władz Lokalnych Litwy (LSA). W latach 1996–2000 pracował w administracji państwowej, pełniąc m.in. funkcję wiceministra kultury. Do 2004 był pracownikiem kontrolowanego przez państwo przedsiębiorstwa remontowego, w 2006 został urzędnikiem w Ministerstwie Kultury. Zwolniony z pracy w 2007, jednak na mocy orzeczenia sądowego w 2008 przywrócono go do pracy.
W 1996 wstąpił do Związku Ojczyzny. W 1997 formalnie sprawował mandat poselski od lutego do kwietnia. Od 2006 pełnił funkcję sekretarza i doradcy konserwatywnych deputowanych: Emanuelisa Zingerisa i Evaldasa Jurkevičiusa. W 2007 i w 2011 uzyskiwał mandat radnego Kłajpedy. Również w 2011 wygrał wybory uzupełniające do Sejmu, w którym zastąpił Vytautasa Grubliauskasa. W wyborach parlamentarnych w 2012 z powodzeniem ubiegał się o reelekcję.  W lutym 2014 odszedł z TS-LKD. Zarejestrował swoją kandydaturę w wyborach prezydenckich w 2014. W I turze głosowania otrzymał 9,3% głosów, zajmując 4. miejsce wśród 7 kandydatów.
W 2016 został przewodniczący Litewskiej Partii Centrum. W wyborach w tym samym roku ponownie uzyskał mandat poselski (jako jedyny przedstawiciel swojej partii). W 2019 ponownie kandydował w wyborach prezydenckich; otrzymał 0,8% głosów w I turze głosowania, zajmując 8. miejsce wśród 9 kandydatów. W 2020 znalazł się poza parlamentem, a w 2021 został wiceprzewodniczącym współtworzonego przez jego formację ugrupowania Związek Narodu i Sprawiedliwości.